# محمد رمضان (لاعب كرة قدم مواليد 1997)
محمد رمضان عبد السميع صديق لاعب كرة قدم قطري من أصول مصرية ولد في (14 يوليو 1997).

## مسيرة اللاعب
لعب في النادي الأهلي ونادي المرخية ونادي الغرافة ونادي أم صلال ونادي الوكرة ونادي الشمال.

## روابط خارجية
- محمد رمضان (لاعب كرة قدم مواليد 1997) على موقع قاعدة بيانات كرة القدم.إي يو (الإنجليزية)